# دیوید زالزمن
دیوید زالزمن (انگلیسی: David Zalzman؛ زادهٔ ۴ مارس ۱۹۹۶) بازیکن فوتبال اهل ونزوئلا است که به عنوان هافبک برای موناگاس در لیگ دسته اول فوتبال ونزوئلا بازی می کند.
در سال‌های ۲۰۰۸ تا ۲۰۱۳ در تیم جوانان باشگاه بارسلونا بازی می‌کرد.